# Gadanha

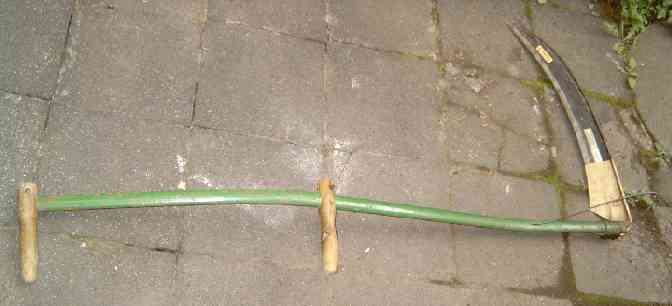
Uma gadanha moderna

A gadanha ou gadanho (no Brasil, também podendo ser denominado alfange ou alfanje) é uma ferramenta utilizada na agricultura para ceifar cereais ou para o corte de erva. Consiste de uma lâmina na extremidade de um cabo de madeira ou metálico de aproximadamente 170 cm, com uma pega perpendicular no extremo oposto e outra pega no meio para fornecer controle sobre a posição da lâmina. A lâmina tem aproximadamente 70 cm, com formato curvilíneo e fica perpendicular ao cabo principal, no outro extremo deste. O manuseio da gadanha consiste de segurar os dois cabos menores de forma a deixar a lâmina paralela ao chão. Assim, o agricultor desloca-se oscilando a gadanha de um lado para o outro, ceifando cereais ou erva com facilidade. Entretanto, a gadanha requer muita experiência e cuidado para ser manuseada.

## História
A gadanha surgiu na Europa entre os séculos XII e XIII, sendo utilizada inicialmente para o corte de erva. Existem dois modelos, um melhor para o feno e outro melhor para o cereal, por não agredir tanto, cortar mais rente ao solo e preservar melhor as espigas. Em relação à foice, usada antes, rende quatro vezes mais e causa menos perda na colheita.
Só foi realmente introduzida em Portugal no começo do século XIX, por iniciativa da Academia de Ciências de Lisboa.
Nos tempos atuais, foi substituída pelas ceifadoras mecânicas, mas ainda é indispensável em alguns países subdesenvolvidos ou em terrenos montanhosos.

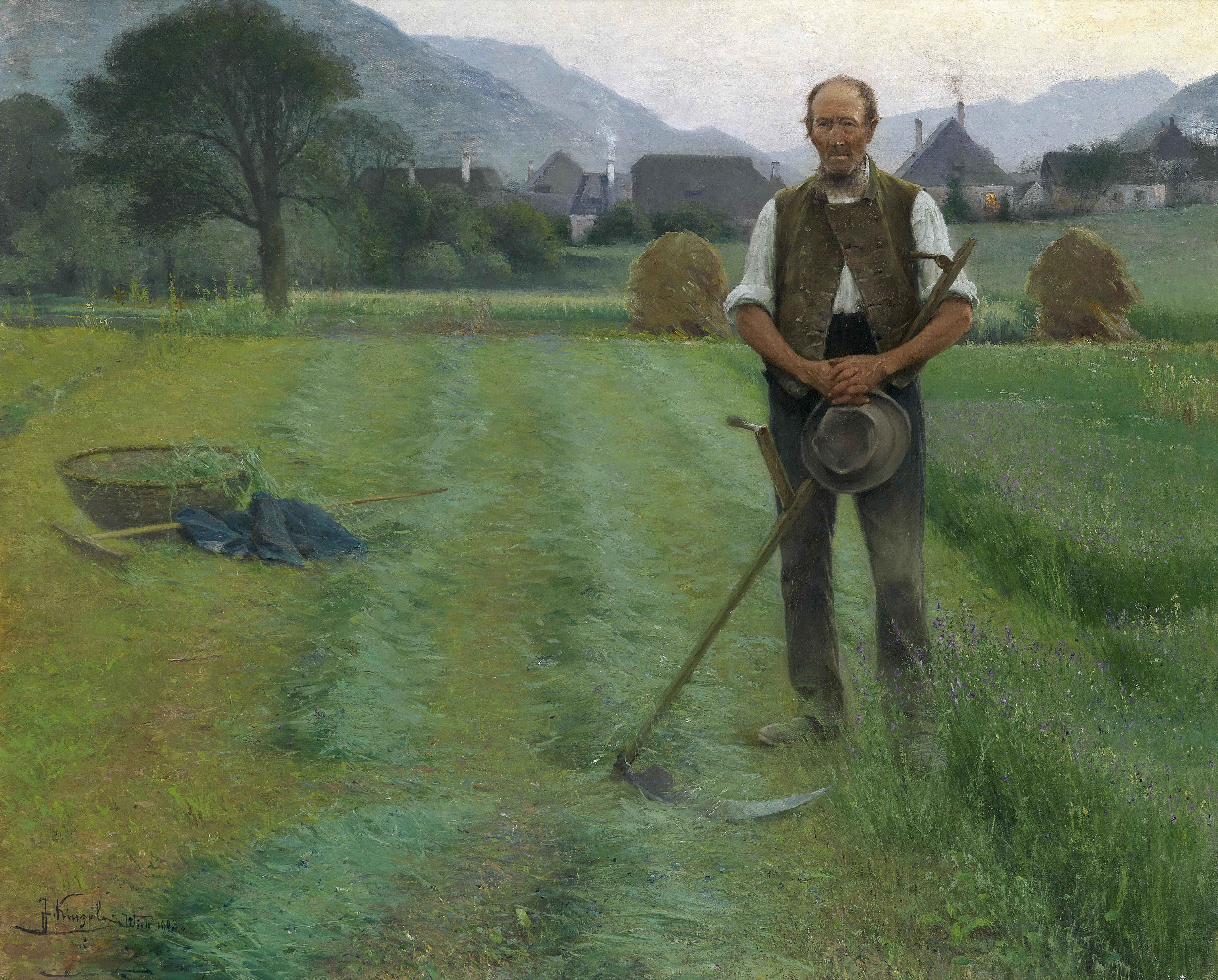
Ceifa no começo do século XX

## Simbolismo
Por existirem muitas metáforas comparando a vida humana com o ciclo de plantio, a colheita do grão representaria a morte, sendo o alfange seu instrumento, simbolicamente empunhado por uma figura paramentada com túnica e capuz negros, representa a morte na Terra, vindo ceifar vidas humanas.
É também um símbolo muito utilizado na heráldica.